# Neivamyrmex microps
Neivamyrmex microps é uma espécie de formiga do gênero Neivamyrmex.